# Sainoa-Inseln
Der Sainoa (indonesisch Kepulauan Sainoa) sind eine indonesische Inselgruppe an der Küste Sulawesis. Sie bildet den Osten der Salabangka-Inseln.

## Geographie
Die Sainoa-Inseln liegen an der Küste der Südspitze der Provinz Zentralsulawesi (Sulawesi Tengah), im Golf von Tolo. Die Inseln gehören zum Distrikt (indonesisch Kecematan) Südbungku (indonesisch Bungku Selatan) im Regierungsbezirk (indonesisch Kabupaten) Morowali.
Die größte Insel ist Mitende im Osten, die zweitgrößte Olohatu im Westen. Dazwischen liegen die Inselchen Tukoh Bobagei, Tukoh Torohluko, Tukoh Co, Tukoh Mbosembah, Tukoh Matingga, Tukoh Kallo, Tukoh Parindang und Tukoh Palupasang. Vor der Südostküste von Mitende befinden sich die Inselchen Tukoh Manyulodiana, Tukoh Keebuaya und Tukoh Ambau. Weiter draußen liegen verteilt Tukoh Pancoh, Tukoh Piteang, Tukoh Belle, Tukoh Ngeang, Tukoh Mboanggo, Tukoh Bubulang und Tukoh Ngeatang. Im Süden befindet sich Bungintende mit einem großen vorgelagerten Korallenriff im Osten, wie es sie mehrfach in den Salabangka-Inseln gibt.
Der Ort Sainoa nimmt das westliche Viertel der Insel Olohatu ein. Die Siedlung von Mitende liegt an der Westküste der gleichnamigen Insel. Die Insel Bungintende ist auf der gesamten Fläche besiedelt.
Alle Inseln der Sainoa-Inseln gehören zum administrativen Dorf (Desa) Sainoa in dem 1021 Menschen leben (Zensus 2010). Nur Bungintende, mit 669 Einwohnern, bildet ein eigenes Desa. Insgesamt haben die Sainoa-Inseln 1.690 Einwohner.